# Bitwy o Ramat Rachel
Bitwy o Ramat Rachel – seria bitew stoczonych pomiędzy Siłami Obronnymi Izraela (wcześniej żydowską organizacją paramilitarną Hagana) a różnymi siłami arabskimi o kibuc Ramat Rachel podczas I wojny izraelsko-arabskiej (22-25 maja 1948). Bitwa zakończyła się zwycięstwem Izraelczyków, którzy pomimo zniszczenia kibucu, zdołali utrzymać swoje strategiczne pozycje w regionie.

## Tło wydarzeń
Kibuc Ramat Rachel został założony w 1926 na strategicznym wzgórzu na południe od Jerozolimy. Roztaczała się stąd piękna panorama na południową część miasta i całą okolicę, ale co ważniejsze, u podnóża wzgórza przebiegała ważna droga łącząca Jerozolimę z Betlejem. Kontrola nad wzgórzem dawała pełną kontrolę przepływu towarów na tej trasie. Jeśli Arabowie planowali zaatakować Jerozolimę od południa, najpierw musieli opanować kibuc Ramat Rachel.
Podczas wojny domowej w Mandacie Palestyny na początku 1948 kibuc został odcięty od żydowskiej społeczności w Zachodniej Jerozolimie. O północy 14 maja 1948, brytyjskie władze mandatowe ogłosiły zakończenie sprawowania władzy wojskowej i administracyjnej w Jerozolimie. Rano Brytyjczycy zorganizowali dwa konwoje i ewakuowali swoich żołnierzy. Jeden konwój pojechał w stronę Hajfy, natomiast drugi skierował się do Betlejem. Brytyjczycy przedstawili Żydom harmonogram ewakuacji, co pozwoliło na wcześniejsze zaplanowanie operacji. Natychmiast po ich wyjechaniu z miasta, żydowskie organizacje paramilitarne Hagana, Irgun i Lechi rozpoczęły wspólną operację Kilszon. Bardzo szybko opanowano ważne strategiczne punkty miasta. Dążąc do zapewnienia bezpieczeństwa od południa, siły żydowskie zajęły osiedle Talpijjot i znajdującą się tam opuszczoną brytyjską bazę wojskową Mahane Allenby. Było to jedno z najważniejszych strategicznie miejsc zajętych podczas całej operacji. Powstał w ten sposób wąski korytarz komunikacyjny łączący kibuc Ramat Rachel poprzez osiedla Arnona i Talpijjot z Zachodnią Jerozolimą. Ze wszystkich pozostałych stron kibuc był otoczony przez siły arabskie. Na południu znajdowało się miasto Betlejem, na zachodzie wieś Bajt Safafa, a na wschodzie wieś Sur Bahir.
Wraz z wybuchem I wojny izraelsko-arabskiej na terytorium byłego Mandatu Palestyny od południa wkroczyły wojska egipskie. Egipcjanie przeprowadzili natarcie dwoma kolumnami, które nacierały w dwóch różnych kierunkach: (1) główne siły posuwały się wzdłuż wybrzeża w kierunku dzisiejszego miasta Aszdod z prawdopodobnym zamiarem dotarcia do Tel Awiwu, (2) druga kolumna wkroczyła na tereny północnej części pustyni Negew. W szeregach egipskich doszło jednak do wewnętrznego nieporozumienia. Dowódca ochotników Bractwa Muzułmańskiego, Abd al-Aziza, odmówił pełnego podporządkowania się rozkazom egipskiego dowództwa i 19 maja zajął miasto Beer Szewa oraz położony w jej sąsiedztwie niewielki kibuc Bet Eszel. Następnie, wbrew rozkazom dowództwa, skierował swoje oddziały na północ do Hebronu, i dalej do Betlejem. W rejonie tym doszło do wzrostu napięcia egipsko-jordańskiego, gdyż został on już zajęty przez 12 kompanię jordańskiego Legionu Arabskiego. Po krótkotrwałych sporach udało się jednak dojść do porozumienia, nie dopuszczając do starć pomiędzy arabskimi jednostkami. Kontynuując swoje natarcie w głąb Judei, ochotnicy Bractwa Muzułmańskiego podeszli od południa na przedmieścia Jerozolimy. Pod rozkazami Abd al-Aziza znajdowały się siły piechoty wspierane przez kilka czołgów, samochody pancerne i artylerię.
Dowodzący wojskami arabskimi w Jerozolimie Abd Allah at-Tall, postanowił wykorzystać nadciągające od południa wojska egipskie, aby rozstrzygnąć losy bitwy o Jerozolimę. Głównodowodzący Legionu Arabskiego, brytyjski generał sir John Bagot Glubb nie chciał pełnego angażowania swoich sił w walki w mieście, decydując się jedynie na ograniczone zaangażowanie w bitwę o Stare Miasto. Jednak Abd Allah at-Tall pragnął rozwinąć natarcie na większą skalę i zająć całą Zachodnią Jerozolimę. W ten sposób niektóre jordańskie jednostki przyłączyły się do działań Egipcjan i bez koordynacji ze swoim sztabem wzięły udział w szturmie na miasto od południa. Egipcjanie usiłowali w ten sposób osiągnąć dwa cele: (1) wyprzeć z Jerozolimy Żydów, oraz (2) zapobiec zajęciu przez Transjordanię terenów państwa arabskiego w Palestynie i uniemożliwić jordańskiemu królowi Abdullahowi ogłoszenie się królem Jerozolimy.

## Przebieg bitwy

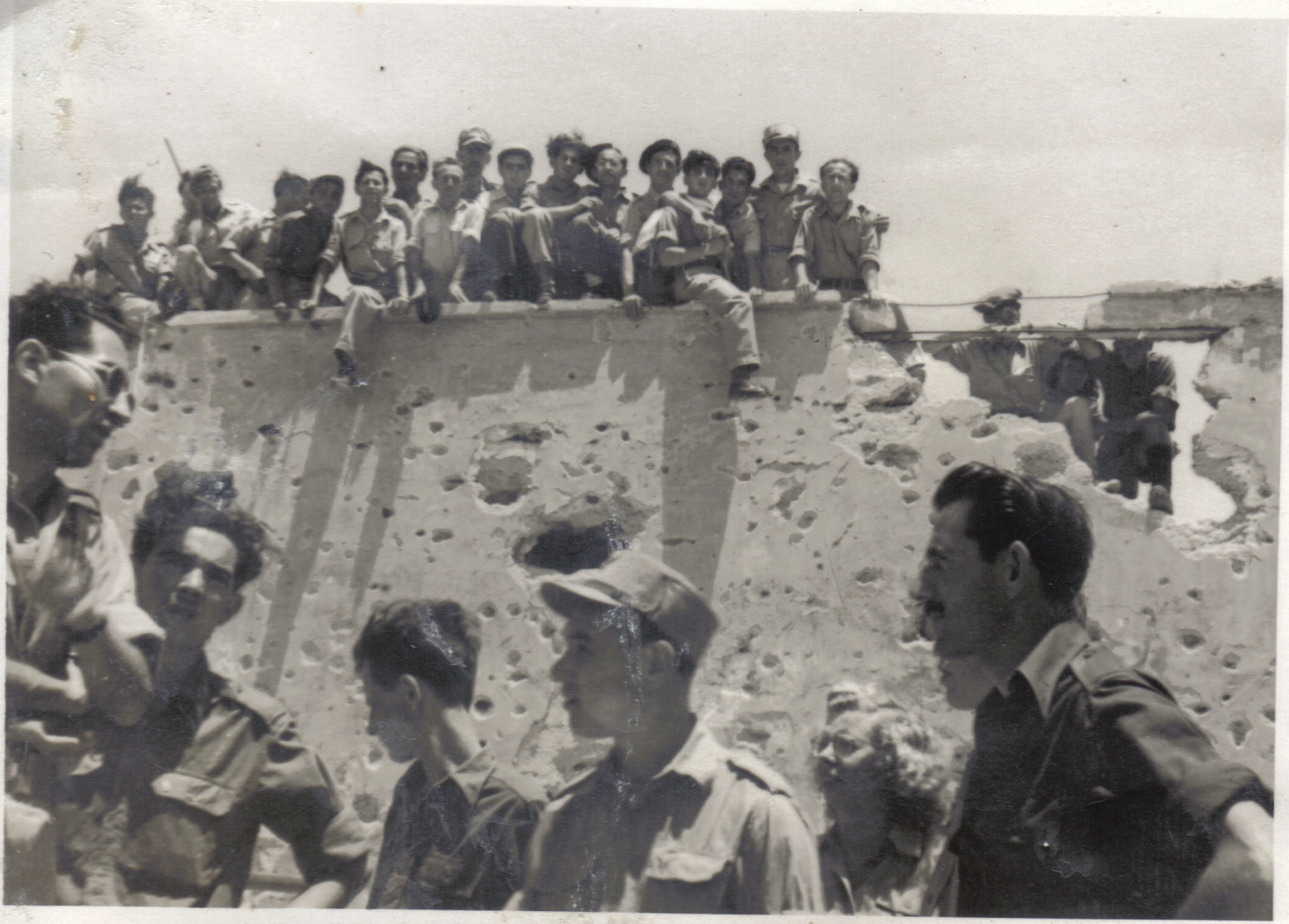
W ruinach kibucu Ramat Rachel

W dniu 21 maja 1948 egipska artyleria rozpoczęła ostrzał kibucu Ramat Rachel, powodując duże zniszczenia w zabudowie. Był to pierwszy ostrzał i wywarł on duże wrażenie psychologiczne na nielicznych osiemdziesięciu obrońcach kibucu. Następnego dnia ostrzał został wznowiony z podwójną siłą, po czym egipska piechota przystąpiła do szturmu. Przerażeni obrońcy opuścili swoje pozycje i uciekli do położonego na północ osiedla Talpijjot. Do opuszczonego kibucu natychmiast wkroczyli Egipcjanie i Arabowie z sąsiednich wiosek, przystępując do grabieży całego dobytku. Tymczasem do osiedla Talpijjot dotarły wezwane na pomoc dwa plutony Hagany, które wieczorem przeprowadziły kontratak, zdobywając kibuc prawie bez walki. Członkowie kibucu powrócili wówczas na swoje pozycje obronne, a w nocy siły Hagany wycofały się do miasta.
Następnego dnia, 23 maja, historia powtórzyła się. Po ciężkim ostrzale artyleryjskim, w obliczu szturmu egipskiej piechoty wspieranej ogniem broni maszynowej, żydowscy obrońcy wycofali się. Arabowie wkroczyli do opuszczonego kibucu. Wieczorem ponownie przybyły żydowskie posiłki. Tym razem było to sześć plutonów, w tym dwa Irgunu. W nocnym kontrataku zdobyli oni kibuc. Tym razem jednak część sił pozostała jako wzmocnienie obrony Ramat Rachel.
O świcie 24 maja, dowódca egipskiej kolumny, Abd el-Aziz postanowił przeprowadzić decydujący szturm na kibuc przy użyciu większości własnych sił, oraz wykorzystując wsparcie sił jordańskich. Była to jedyna bitwa wojny o niepodległość, podczas której jordański Legion Arabski w pełni współpracował z egipską armią. Rankiem kibuc znalazł się pod ciężkim ostrzałem artyleryjskim. Jeden z pocisków trafił w jadalnię, raniąc kilkunastu żołnierzy. W znacznym stopniu uszkodzona została także sieć komunikacyjna łącząca poszczególne stanowiska obrony. Po ustaniu ostrzału, nastąpił arabski atak. Egipska piechota wspierana przez dziewięć czołgów i samochodów pancernych atakowała od zachodu, natomiast siły jordańskie nacierały od wschodu. Egipcjanom bardzo szybko udało się przeciąć drogę łączącą kibuc z Jerozolimą. Ramat Rachel został w ten sposób otoczony. Równocześnie jordańscy żołnierze zajęli wschodnie pozycje obronne i wdarli się do centrum kibucu. Obrońcy pośpiesznie zorganizowali ostatnią linię obrony, która znajdowała się wokół jadalni. W jej wnętrzu zgromadzono 35 rannych, a na dachu wystawiono punkt obserwacyjny. Sytuację obrońców pogarszał brak amunicji. Tymczasem Arabowie przegrupowali swoje oddziały i popołudniem wznowili ostrzał artyleryjski, po czym przeprowadzili wieczorny szturm. W nocy do kibucu przedostały się posiłki Palmach, a do miasta odesłano rannych.
25 maja Egipcjanie prowadzili już tylko niewielkie działania w rejonie Ramat Rachel, natomiast jordański Legion Arabski zrezygnował z uczestnictwa w egipskich operacjach wojskowych.

## Reakcje i następstwa
Zwycięska obrona kibucu Ramat Rachel ustabilizowała sytuację w południowej części Jerozolimy. Legion Arabski porzucił ideę zaatakowania miasta od południa i skoncentrował swoje wysiłki na północy. Jordańskie jednostki w rejonie Betlejem i Hebronu przestały współpracować z wojskami egipskimi, osłabiając w ten sposób siłę arabskich wojsk w Judei. Bitwa była strategicznym zwycięstwem Izraela. Pomimo to sytuacja społeczności żydowskiej w Zachodniej Jerozolimie była bardzo ciężka. Ich zapasy żywności oraz amunicji szybko malały. Sytuacja wydawała się tak trudna, że kilku izraelskich dowódców wysłało telegramy do Dawida Ben Guriona, że nie zdołają utrzymać miasta dłużej niż przez dwa tygodnie. Równocześnie nastąpiło przegrupowanie jordańskich i irackich jednostek na północ od miasta. Irakijczycy wkroczyli do Nablusu, umożliwiając jordańskiemu 1 Regimentowi przegrupowanie się bliżej rejonu ciężkich walk w Latrun. Izraelczycy błędnie interpretowali wszystkie arabskie działania i obawiali się, że Legion Arabski przygotowuje się do zajęcia całej Jerozolimy. Zdawali sobie przy tym sprawę, że ich siły nie będą w stanie powstrzymać natarcia tak zawodowej jednostki. Dawid Ben Gurion zdecydował się wówczas poradzić zawodowego amerykańskiego oficera Dawida Marcusa, który dostrzegł szansę obrony miasta w szybkim przywróceniu normalnego zaopatrzenia i wzmocnieniu sił obrońców. W rezultacie Izraelczycy rozpoczęli serię kolejnych operacji militarnych w rejonie fortu Latrun. Pierwszą z nich była przeprowadzona w dniach 24-25 maja operacja Bin Nun Alef.